# ییمراموو
ییمراموو (به چکی: Jimramov) یک منطقهٔ مسکونی در جمهوری چک است که در ناحیه ژدار ناد سازاووو واقع شده‌است. ییمراموو ۲۱٫۹۹ کیلومتر مربع مساحت و ۱٬۱۸۹ نفر جمعیت دارد و ۴۹۵ متر بالاتر از سطح دریا واقع شده‌است.